# 尹阿鼠
尹阿鼠（?—?），唐朝初年外戚，唐高祖尹德妃的父亲。
尹阿鼠仗着女儿被唐高祖宠爱，骄横跋扈，所为横恣。秦王府属杜如晦经过尹阿鼠的门前，尹阿鼠的几名家僮把杜如晦拽下马，揍了他一顿，打断了他一根手指。他们骂道：“你是什么人，胆敢经过我的门前不下马！”尹阿鼠怕秦王李世民告诉高祖皇帝，于是先让尹德妃上奏：“秦王左右亲信凶暴，欺侮我的父亲。”高祖生气地责备李世民说：“你的手下都敢欺凌我妃嫔的家人，何况是百姓！”李世民反复为自己辩解，但高祖始终不相信。